# ラバーブ

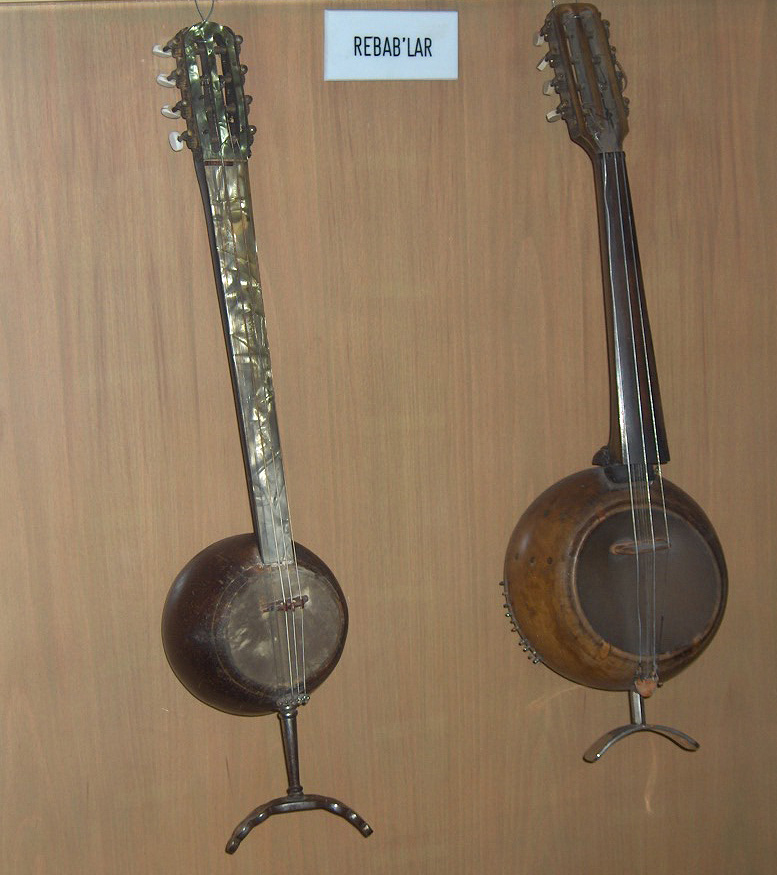
トルコのレバプ

ラバーブ（アラビア語: رباب ラバーブまたは ربابة ラバーバ、トルコ語: rebap レバプ、インドネシア語: rebab ルバブ）は擦弦楽器のひとつ。
イスラム教の普及とともに西アジア、北アフリカ、ヨーロッパ、東アジアへと広がっていった。現在でもモロッコ、インドネシアなど各地で広く演奏されているが、地域によって大きく形が異なる。
弓で演奏される。
中世ヨーロッパのレベックのもとになったと考えられている。
なお、アフガニスタンでラバーブと呼ばれる楽器は、多数の共鳴弦を持つ撥弦楽器で、弓は用いない。

## ギャラリー

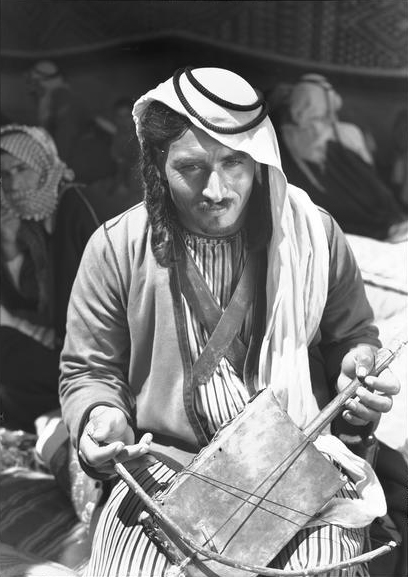
ベドウィンのラバーブ
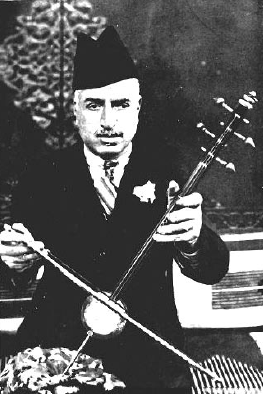
ジャウザと呼ばれるイラクのラバーブの一種
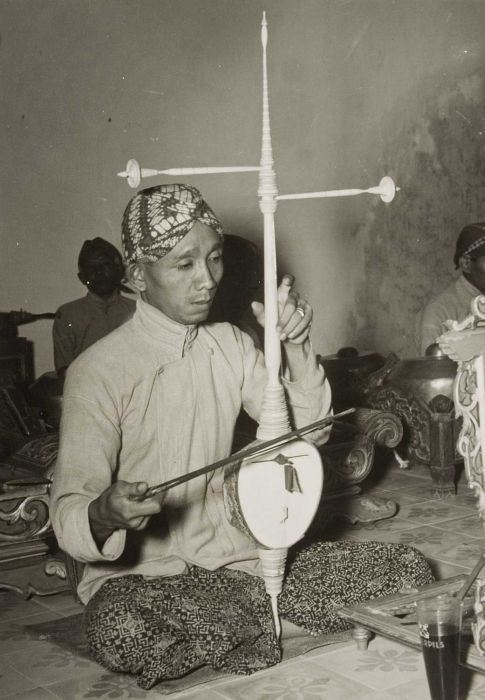
インドネシアのガムランで使われるルバブ